# 埃魯赫
埃魯赫是土耳其的城鎮，位於該國東南部，由錫爾特省負責管轄，面積1,363平方公里，海拔高度1,125米，該鎮在十六世紀由奧托曼帝國統治，2008年人口9,617。